# Dressed to Kill
Dressed to Kill (с англ. — «С иголочки») — третий студийный альбом американской хард-рок-группы Kiss, вышедший в 1975 году. Диск уникален тем, что был спродюсирован лично президентом Casablanca Records Нилом Богартом.

## Детали издания
Альбом стал золотым в феврале 1977, когда количество проданных копий достигло 500 000.
Треки «C’mon And Love Me» и «Rock and Roll All Nite» были выпущены как синглы.
Ниже следует список переизданий альбома: 
| - Casablanca/Astor NBLP-7016 (Австралия, 5/75) - Casablanca/Quatro LP-CAS-8011 (Чили, 1977) - Casablanca/Phonogram 6399-059 (Европа, 1980) - Casablanca/Vogue CBLA-71003 (Франция, 1975) - Casablanca/EMI-Electrola 1C 062-96 636 (Германия, 1975) - Casablanca/Bellaphon NB-7003 (Германия, 1976) - Casablanca/Phonogram 6399-059 (Германия, 1980) - Phonogram PIC6399-059 (Голландия, 1980 — Picture Disc) - Casablanca/Phonogram CALP-5039 (Италия, 1980) - Casablanca/Victor SWX-6188 (Япония, 1975) - Casablanca/Victor VIP-6396 (Япония, 1976) - Casablanca/Polystar 22S-3 (Япония, 1980) - Polystar R00C-2013 (Япония, 1984) - Polystar P33C-20005 (Япония, 1987 — CD Переиздание) - Mercury PHCR-3054 (Япония, 1997 — CD Перевыпуск) - Mercury PHCR-4317 (Япония, 1997 — CD Перевыпуск) - Mercury PHJR-20004 (Япония, 15/7/1998 — Цветной Виниловый бокс-сет) - Universal/Mercury PHCR-94042 (Япония, 19/9/1998 — CD Перевыпуск Переиздание) - Universal/Mercury UICY-2507 (Япония, 21/8/02 — Переиздание) - Universal/Mercury UICY-93092 (Япония, 5/07/06 — Лимитированая Редакция) - Universal/Mercury UICY-6639 (Япония, 7/03/06 — Переиздание) - Casablanca/Gamma GX-01-772 (Мехико, 1975) - Casablanca/PolyGram LPR-43039 (Мехико, 1980) - Casablanca/Diffusion DRS-1013 (Новая Зеландия, 1976) - Casablanca NAL2-7012 (ЮАР, 1976) - Casablanca NAL2-7012 (ЮАР, 1977 — Лейбл «Love Gun») - Casablanca/EMI 4E 062-96 636 (Швеция, 1975) - Casablanca/EMI CBC-4004 (Англия, 8/1975) - Casablanca/Pye CALH-2008 (Англия, 5/1977 — красный, позже чёрный винил) - Casablanca/Vertigo 824 148-1/4 (Англия, 7/1989) - Casablanca/Vertigo 824 148-2 (Англия, 5/1989 — CD Переиздание) - Casablanca NBLP-7016 (США, 19/03/75) - Casablanca/PolyGram 824—148-1/2/4 (США Переиздание 7/1985, CD, 7/1987) - Mercury 532—376-2/4 (США Перевыпуск, 15/7/1997) |

## Обложка
- На обложке альбома каждый участник одет в бизнес-костюм, но никто из них не мог себе это позволить по тем временам. Костюмы даже плохо сидели. Так что, им пришлось одалживать костюмы у их менеджера Билла Аукона[англ.].
- Участники стоят в таком порядке (слева направо): Питер Крисс, Эйс Фрэйли, Пол Стэнли, Джин Симмонс[значимость факта?].
- По краям фото можно увидеть логотип Kiss, оформленный в виде рамки для картины.

## Высказывания критиков
«К релизу их третьего альбома Dressed to Kill 1975, Kiss становились вершиной интереса рок-концертов в Америке, продажи их альбомов, возросшие к этому времени не отразили продаж их билетов. Глава лейбла Касабланка Нэйл Богарт решил взять все в свои руки и продюсировать новый альбом совместно с группой. Результат более звучный чем его предшественник сладжфест Hotter Than Hell 1974 года, и песни имели более очевидный поп-край. Наиболее известная песня альбома безусловно „Rock and Roll All Nite“, но был так же трек „C’Mon and Love Me“, ставший региональным хитом в районе Дэтройта, давший группе почувствовать первый вкус успеха на радио. С тех пор, как группа была около года на прямой дороге, песни „Room Service“ и „Ladies in Waiting“ сотрудничали с жизнью на дороге, но пара песен были фактически переработанным материалом из группы-предшественницы Kiss — Wicked Lester („Love Her All I Can“ и „She“). С Топ-40 из Dressed to Kill, показывающим группу на Биллбордах в чартах сцена уже была готова к следующему крупному прорыву Kiss с их грядущим новым релизом.» — Allmusic про альбом Dressed to Kill.
Оригинальный текст (англ.)By the release of their third album, 1975's Dressed to Kill, Kiss were fast becoming America's top rock concert attraction, yet their record sales up to this point did not reflect their ticket sales. Casablanca label head Neil Bogart decided to take matters into his own hands, and produced the new record along with the band. The result is more vibrant sounding than its predecessor, 1974's sludgefest Hotter Than Hell, and the songs have more of an obvious pop edge to them. The best-known song on the album by far is the party anthem "Rock and Roll All Nite," but it was the track "C'Mon and Love Me" that became a regional hit in the Detroit area, giving the band their first taste of radio success. Since the band was on the road for a year straight, songs such as "Room Service" and "Ladies in Waiting" dealt with life on the road (i.e., groupies), and a pair of songs were reworked from Kiss' precursor band, Wicked Lester ("Love Her All I Can" and "She"). With Dressed to Kill's Top 40 showing on the Billboard charts, the stage was now set for Kiss' big commercial breakthrough with their next release.

«Kiss не играют музыку — они делают очень громкий шум. Если рок-н-ролл интригует вас, тогда лучше всего вам посоветовать Kiss — несмотря на простоту, преувеличение и повторы в рамках их записи, они делают фантастически успешный рок. Направляемые замечательно изобретательными басовыми линиями Джина Симмонса, какофонической каннонадой ударника Питера Крисса, Kiss оживляет аккорды Чака Берри и основные прогресси рока с энергичной настойчивостью. Просто? Да. Повторяющиеся? Да, сэр! Но как и Stooges, Kiss удаётся успешно избегать монотонности.» — Rolling Stone про альбом Dressed to Kill.
Оригинальный текст (англ.)Kiss does not play music—it makes very high-volume noise. If rock & roll intrigues you, though, you'd best be advised that for all the simplicity, overstatement and repetition within its records, Kiss does make fantastically successful rock. Driven by Gene Simmons's remarkably inventive bass lines and the cacophonous poundings of drummer Peter Criss, Kiss makes Chuck Berry chords and basic rock progressions come alive with energetic urgency. Simple? Yes. Repetitive? Yessir! But like the Stooges, Kiss manages to avoid monotony.

## Список композиций
| №                   | Название                                          | Автор(ы)               | Основной вокал      | Длительность |
| ------------------- | ------------------------------------------------- | ---------------------- | ------------------- | ------------ |
| 1.                  | «Room Service» (с англ. — «Обслуживание номеров») | Пол Стэнли             | Стэнли              | 2:59         |
| 2.                  | «Two Timer» (с англ. — «Два таймера»)             | Джин Симмонс           | Симмонс             | 2:47         |
| 3.                  | «Ladies in Waiting» (с англ. — «Дамы в ожидании») | Симмонс                | Симмонс             | 2:35         |
| 4.                  | «Getaway» (с англ. — «Бегство»)                   | Эйс Фрейли             | Питер Крисс         | 2:43         |
| 5.                  | «Rock Bottom» (с англ. — «Самое дно»)             | Стэнли, Фрейли (интро) | Стэнли              | 3:54         |
| Общая длительность: | Общая длительность:                               | Общая длительность:    | Общая длительность: | 14:58        |

| №                   | Название                                                       | Автор(ы)                | Основной вокал      | Длительность |
| ------------------- | -------------------------------------------------------------- | ----------------------- | ------------------- | ------------ |
| 6.                  | «C’mon and Love Me» (с англ. — «Давай, люби меня»)             | Стэнли                  | Стэнли              | 2:57         |
| 7.                  | «Anything for My Baby» (с англ. — «Всё для моей детки»)        | Стэнли                  | Стэнли              | 2:35         |
| 8.                  | «She» (с англ. — «Она»)                                        | Симмонс, Стивен Коронел | Симмонс             | 4:08         |
| 9.                  | «Love Her All I Can» (с англ. — «Любить её — всё, что я могу») | Стэнли                  | Стэнли              | 2:40         |
| 10.                 | «Rock and Roll All Nite» (с англ. — «Рок-н-ролл всю ночь»)     | Стэнли, Симмонс         | Симмонс             | 2:49         |
| Общая длительность: | Общая длительность:                                            | Общая длительность:     | Общая длительность: | 15:09        |

## Участники записи
KISS
- Пол Стэнли — ритм-гитара, вокал, вступительное гитарное соло на «C’mon and Love Me»
- Джин Симмонс — бас-гитара, вокал, ритм-гитара на «Ladies in Waiting»
- Питер Крисс — ударные, вокал
- Эйс Фрейли — соло-гитара, акустическая гитара, бэк-вокал, все гитары и бас-гитара на «Getaway» и «Rock Bottom»

Продюсирование
- Нил Богарт — продюсер
- Дейв Уиттман — звукорежиссёр
- Джордж Лопез — ассистент звукорежиссёра
- Джордж Марино — CD Мастеринг
- Джозеф Паламакко — ремастеринг
- Боб Груэн — фотографии

## Чарты
Альбом — Биллборд (Северная Америка)
| Год  | Чарт       | Позиция |
| ---- | ---------- | ------- |
| 1975 | Pop Albums | 32      |

Синглы — Биллборд (США)
| Год  | Сингл                    | Чарт        | Позиция |
| ---- | ------------------------ | ----------- | ------- |
| 1975 | «Rock and Roll All Nite» | Pop Singles | 68      |

## Дополнительные факты
Существует Kiss-трибьют-группа под названием Dressed To Kill, отличающаяся от остальных подобных групп наиболее долгими сроками успешного исполнения песен Kiss.